# The Travelers Companies
The Travelers Companies (NYSE: TRV) er et amerikansk forsikringsselskab. Virksomheden har siden juni 2009 udgjort en del af aktieindekset Dow Jones Industrial Average, hvor det overtog pladsen efter sit tidligere moderselskab Citigroup. og vurderet på aktiernes markedsværdi er det USAs største forsikringsselskab. Travelers var i 2011 rangeret som nummer 106 på Fortune 500-listen over de største amerikanske virksomheder. Travelers Companies har hovedkvarterer i Saint Paul, Minnesota og Hartford, Connecticut med betydelige aktiviteter i New York. 
Endvidere har Travelers områdekontorer i hver af USAs delstater og operationer i Storbritannien, Irland, Singapore, Kina, Canada og Brasilien. I 2011 reporterede virksomheden en omsætning på 25,5 mia. US$ og i 2010 havde koncernen 32.000 medarbejdere.
Travelers tilbyder gennem datterselskaber og ca. 14.000 uafhængige agenter og forhandlere forskellige produkter til erhverv og private, det offentlige og organisationer. 
Virksomhedens forsikringer tilbydes gennem tre segmenter:
- Personal Insurance som inkluderer indbo, ejendom, bil og andet til private.
- Business Insurance som inkluderer en bred portefølje af ejer- og ulykkesrelaterede forsikringer i USA.
- Financial, Professional & International Insurance som inkluderer kaution, kriminalitet, økonomisk ansvar, kredit, ejendom, ulykke, produkterne markedsføres internationalt.

## Historie
De primære forgængere til The Travelers Companies, Inc. er The St. Paul Companies Inc. og Travelers Property Casualty Corporation.
Saint Paul Fire and Marine Insurance Co. blev grundlagt 5. marts, 1853, i Saint Paul, Minnesota, hvor det servicerede lokale kunder, som havde svært ved at få udbetalt berettigede forsikringsudbetalinger til tiden fra østkystens forsikringsselskaber. Virksomheden overlevede med nød op næppe Panic of 1857 ved drastisk at skære i sine aktiviteter og senere reorganisere sig selv til et aktieselskab. Snart blev virksomheden landsdækkende. I 1998 blev virksomheden USF&G opkøbt, et forsikringsselskab fra Baltimore, Maryland, men Saint Paul blev tvunget til at skære næsten halvdelen fra grundet et stærkt konkurrencepræget marked.
Travelers er grundlagt i 1864 i Hartford. Gennem tiden havde virksomheden mange typer af forsikringer inklusiv den første bilforsikring, den første kommercielle flyforsikring og den første rumfartsforsikring.
Gennem 1990'erne gennemgik virksomheden en række fusioner og opkøb. I 1993 bliver den opkøbt af Primerica, men det nye selskab beholdt Travelers navnet. I 1995 blev det til The Travelers Group. Aetnas ejendoms- og ulykkesforsikring blev opkøbt i 1996.
I 1998 fusionerede the Travelers Group med Citicorp og skabte Citigroup. Synergieffekten mellem forsikrings- og bankdelen fungerede imidlertid ikke efter hensigten så Citigroup fraspaltede i 2002 Travelers Property and Casualty til et datterselskab, tiltrods for at det beholdte det røde paraplylogo. Tre år senere frasolgte Citigroup Travelers Life & Annuity til MetLife. I 2003 fornyede Travelers rettighederne til Royal & SunAlliance Personal Insurance and Commercial businesses.
I 2004 fusionerede St. Paul og Travelers Companies under det nye navn St. Paul Travelers med hovedsæde i St. Paul, Minnesota. Til trods for mange forsikringer fra CEO Jay Fishman om at det nye selskab ville bibeholde St. Paul navnet, så holdt det kun indtil 2007, da selskabet købte rettighederne til det røde paraplylogo fra Citigroup og genindførte det oprindelige Travelers symbol, samtidig med at virksomheden skiftede navn til The Travelers Companies.

## Logo
Det originale logo med den røde paraply blev første gang benyttet i 1870, hvor det blev benyttet i en avisreklame. Det blev moderniseret i begyndelsen af 1960'erne, hvor det fik sin gennemgående røde farve.